# Saliamonas Banaitis
Saliamonas Banaitis (ur. 15 lipca 1866, zm. 4 maja 1933 w Kownie) – litewski wydawca, bankier i działacz społeczno-oświatowy, jeden z sygnatariuszy Aktu Niepodległości Litwy z 1918 roku.
W 1905 roku założył pierwszą drukarnię na ziemiach litewskich należących do Rosji, którą prowadził do 1918 roku. Od 1915 do 1917 roku jego wydawnictwo publikowało trójjęzyczną gazetę „Wieście Kowieńskie” (w języku polskim, litewskim i niemieckim).
Podczas okupacji niemieckiej Litwy założył litewskojęzyczną szkołę średnią w Kownie oraz 12 szkół podstawowych. W 1917 roku wybrano go członkiem Taryby. W niepodległej Litwie zakładał m.in. Litewski Związek Rolników oraz Banki Handlowy i Przemysłowy.